# Conspinaria nigritarsis
Conspinaria nigritarsis är en stekelart som först beskrevs av Günther Enderlein 1920.  Conspinaria nigritarsis ingår i släktet Conspinaria och familjen bracksteklar. Inga underarter finns listade i Catalogue of Life.